# Шуман, Роберт
Ро́берт Шу́ман (нем. Robert Schumann; 8 июня 1810, Цвиккау — 29 июля 1856, Эндених) — немецкий композитор, педагог и влиятельный музыкальный критик, муж Клары Шуман. Широко известен как один из выдающихся композиторов эпохи романтизма.
Его учитель Фридрих Вик был уверен, что Шуман станет лучшим пианистом Европы, но из-за болезни руки Роберту пришлось оставить карьеру пианиста и посвятить жизнь сочинению музыки.
До 1840 года все сочинения Шумана были написаны исключительно для фортепиано. Позднее было опубликовано много песен, четыре симфонии, опера и другие оркестровые, хоровые и камерные произведения. Свои статьи о музыке он публиковал в Новой музыкальной газете (нем. Neue Zeitschrift für Musik).
Вопреки желаниям отца девушки, в 1840 году Шуман женится на дочери Фридриха Вика Кларе. Его жена также сочиняла музыку и имела значительную концертную карьеру пианистки. Прибыль с концертов составляла большую часть состояния её отца.
Шуман страдал от психического расстройства, впервые проявившегося в 1833 году эпизодом сильной депрессии. После попытки самоубийства в 1854 году он, по собственному желанию, был помещён в психиатрическую клинику. Эйген Блейлер приводил случай Шумана в качестве классического примера шизофрении, а другие исследователи и биографы считали, что у него было биполярное аффективное расстройство. В 1856 году Роберт Шуман скончался, так и не излечившись от психического расстройства.

## Биография
Родился в небольшом городе Цвиккау (Саксония) 8 июня 1810 года в купеческой семье книгоиздателя, писателя, поэта Августа Шумана (1773—1826) и его жены Иоганны Кристианы Шуман, урождённой Шнабель (1767—1836). Он был младшим, любимым сыном в семье, у него было трое братьев: Эдуард (1799—1839), Карл (1801—1849), Юлий (1805—1833) и сестра Эмилия (1796—1825), которая проявляла черты тихого безумия в юности и покончила с собой в 1825 году.
Первые уроки музыки Шуман брал у местного органиста Иоганна Кунша; в возрасте 10 лет начал сочинять, в частности, хоровую и оркестровую музыку. Посещал гимназию в родном городе, где познакомился с произведениями Дж. Байрона и Жан Поля, став их страстным поклонником. Настроения и образы этой романтической литературы со временем отразились в музыкальном творчестве Шумана. В детстве он приобщился к профессиональной литературной работе, составляя статьи для энциклопедии, выходившей в издательстве его отца. Серьёзно увлекался филологией, выполнял предыздательскую корректуру большого латинского словаря. А школьные литературные сочинения Шумана написаны на таком уровне, что были посмертно изданы в качестве приложения к собранию его зрелых журналистских трудов. В определённый период юности Шуман даже колебался, избрать ли ему поприще литератора или музыканта.
В 1825 году его старшая сестра Эмилия покончила жизнь самоубийством, а год спустя умер его отец в 1826 году.
В 1828 году он поступил в Лейпцигский университет, а в следующем году перешёл в университет Гейдельберга. Он по настоянию матери планировал стать юристом, но музыка всё больше затягивала юношу. Его влекла идея стать концертирующим пианистом. В 1830 году он получил разрешение матери полностью посвятить себя музыке и вернулся в Лейпциг, где надеялся найти подходящего наставника. Там он начал брать уроки фортепиано у Фридриха Вика и композиции у Генриха Дорна.

Тренажер «Dactylion» (1836). Устанавливался на клавиатуру фортепиано.

Во время обучения у Шумана постепенно развился паралич среднего пальца руки и парез указательного пальца, из-за чего ему пришлось оставить мысль о карьере профессионального пианиста. По представлениям современной медицины состояние Шумана классифицируется как фокальная дистония. Широко распространена версия о том, что паралич у Шумана был вызван травмой в результате использования тренажера для пальцев. Такие тренажеры были очень распространены среди пианистов в то время. Пальцы в подобных тренажерах подвешивались на шнурках, прикрепленных к пружинам, запястье часто фиксировалось; двигая пальцами вниз и с силой растягивая таким образом пружины, пианист тренировал мышцы-сгибатели пальцев в предплечье и кисти. Тренажер упоминается в одном из писем Шумана. Возможно, Шуман даже самостоятельно изготовил его по типу популярных в то время тренажеров Dactylion Анри Герца (1836) и Happy Fingers Тициано Поли. Однако известно, что паралич у Шумана развивался постепенно, что нехарактерно для травмы. Современные исследователи пришли к выводу, что тренажер скорее всего не был причиной его болезни, а использовался Шуманом как средство реабилитации в попытке излечить фокальную дистонию. Ещё одна необычная, но распространенная версия гласит, что Шуман в стремлении достичь невероятной виртуозности пытался удалить себе на руке сухожилия, связывающие пальцы, — данная версия не имеет под собой никаких оснований. Сам Шуман связывал развитие паралича пальцев с чрезмерным писанием от руки и чрезмерной продолжительностью игры на фортепиано. Он перепробовал многие доступные в то время способы лечения, включая лечение электричеством, но безуспешно. Медиками и исследователями XX века выдвигалось множество гипотез относительно причины возникновения болезни Шумана. В частности, исследование музыковеда Эрика Самса от 1971 года предполагало, что причиной паралича пальцев мог стать прием мышьяка или ртути, которыми Шуман, по совету врачей того времени, мог пытаться излечиться от диагностированного у него сифилиса. Однако о приеме тогда мышьяка или ртути Шуманом нет никаких свидетельств, нет свидетельств и о других симптомах отравления. По иной версии, выдвинутой медиками в 1978 году, паралич мог возникнуть в результате хронической компрессии нерва в районе локтевого сустава. Наконец, в конце XX века была выявлена специфическая для музыкантов форма фокальной дистонии, нередко встречающаяся среди пианистов и поражающая около 1 % музыкантов-инструменталистов во всем мире. В 2005 году исследователи пришли к выводу о наличии у Шумана данного неврологического расстройства.
Оставив желание стать пианистом, Шуман серьёзно занялся композицией и одновременно музыкальной критикой. Найдя поддержку в лице Фридриха Вика, Людвига Шунке и Юлиуса Кнорра, Шуман смог в 1834 году основать одно из влиятельнейших в дальнейшем музыкальных периодических изданий — «Новый музыкальный журнал» (нем. Neue Zeitschrift für Musik), которое на протяжении нескольких лет редактировал и регулярно публиковал в нём свои статьи. Он зарекомендовал себя приверженцем нового и борцом с отжившим в искусстве, с так называемыми филистерами, то есть с теми, кто своей ограниченностью и отсталостью тормозил развитие музыки и представлял собой оплот консерватизма и бюргерства.
В октябре 1838 года композитор переехал в Вену, однако уже в начале апреля 1839 года вернулся в Лейпциг. В 1840 году Лейпцигский университет присвоил Шуману звание доктора философии. В том же году, 12 сентября, в деревенской церкви Шёнефельда под Лейпцигом состоялось бракосочетание Шумана с дочерью его учителя — выдающейся пианисткой Кларой Жозефиной Вик. В год бракосочетания Шуманом было создано около 140 песен. Несколько лет совместной жизни Роберта и Клары протекли счастливо. У них родилось восемь детей. Шуман сопровождал жену в концертных поездках, а она, в свою очередь, часто исполняла музыку мужа. Шуман преподавал в Лейпцигской консерватории, учреждённой в 1843 году Ф. Мендельсоном.
В 1844 году Шуман вместе с супругой отправился в гастрольную поездку в Санкт-Петербург и Москву, где их принимали с большим почётом. В том же году Шуман переезжает из Лейпцига в Дрезден. Там впервые проявились признаки психического расстройства. Лишь в 1846 году Шуман поправился настолько, что был в состоянии снова сочинять.
В 1849 году Роберт Шуман и его семья, бежавшие из Дрездена от революционных волнений, после пребывания в Максене, с 11 мая до середины июня оставались в Бад-Крайше, к югу от Дрездена, предположительно в гостинице Sächsischer Hof, разрушенной пожаром в 1860 году
В 1850 году Шуман получил приглашение на должность городского директора музыки в Дюссельдорфе. Однако вскоре там начались размолвки, и осенью 1853 года контракт не был возобновлен. В ноябре 1853 года Шуман вместе с женой отправляется в путешествие по Голландии, где его и Клару принимали «с радостью и с почестями». Однако в том же году вновь стали проявляться симптомы расстройства. В начале 1854 года после обострения психического расстройства Шуман попытался покончить жизнь самоубийством, бросившись в Рейн, но был спасён. Его пришлось поместить в психиатрическую больницу в Энденихе близ Бонна. В больнице он почти не сочинял, эскизы новых сочинений утеряны. Изредка ему разрешали увидеться с супругой Кларой. Роберт умер 29 июля 1856 года. Похоронен в Бонне.

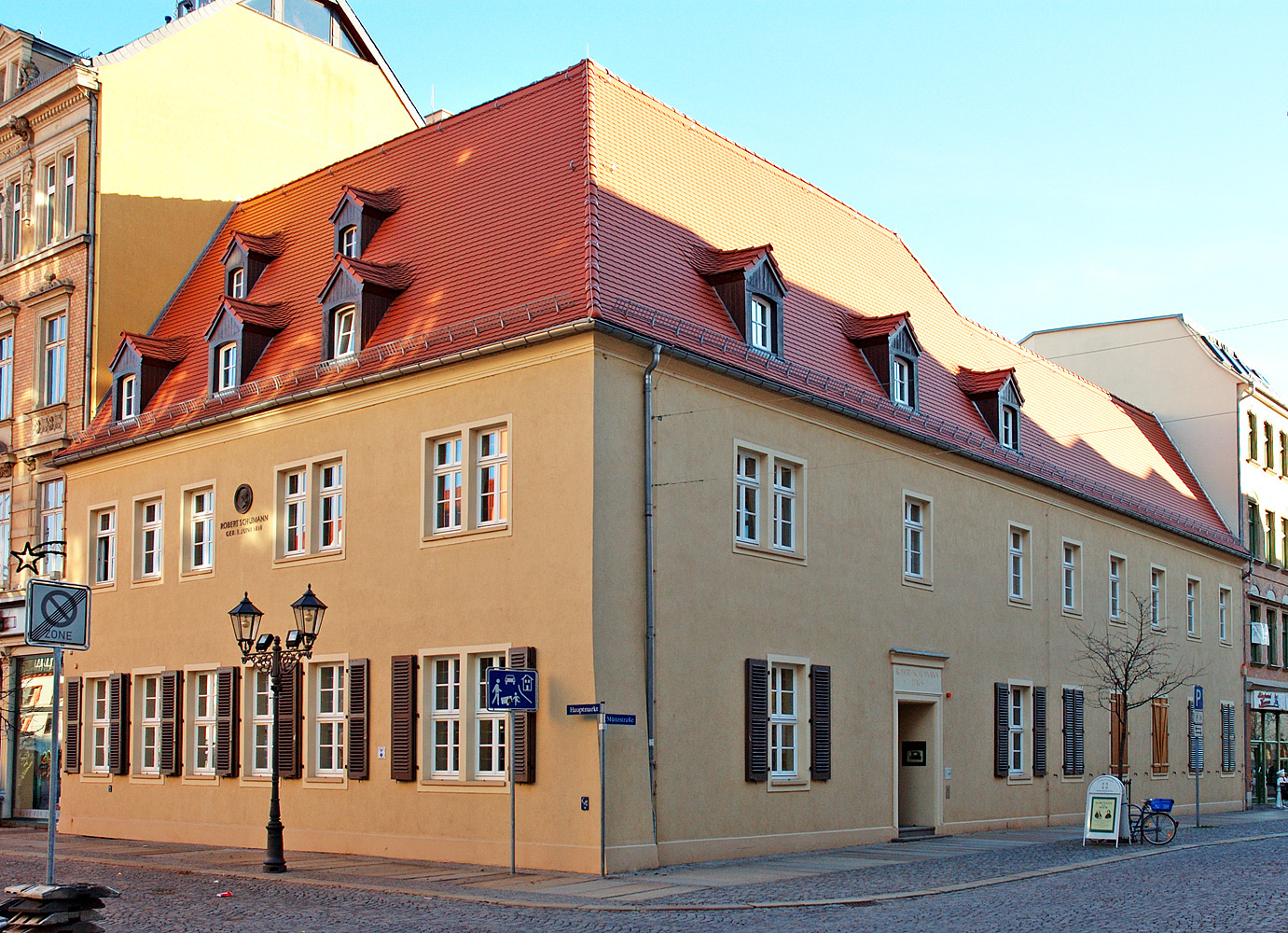
Дом Шумана в Цвиккау
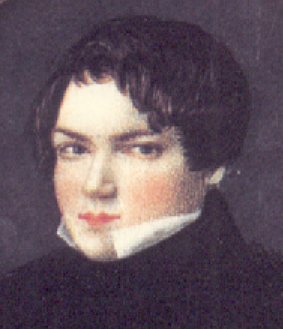
Роберт Шуман, 1830
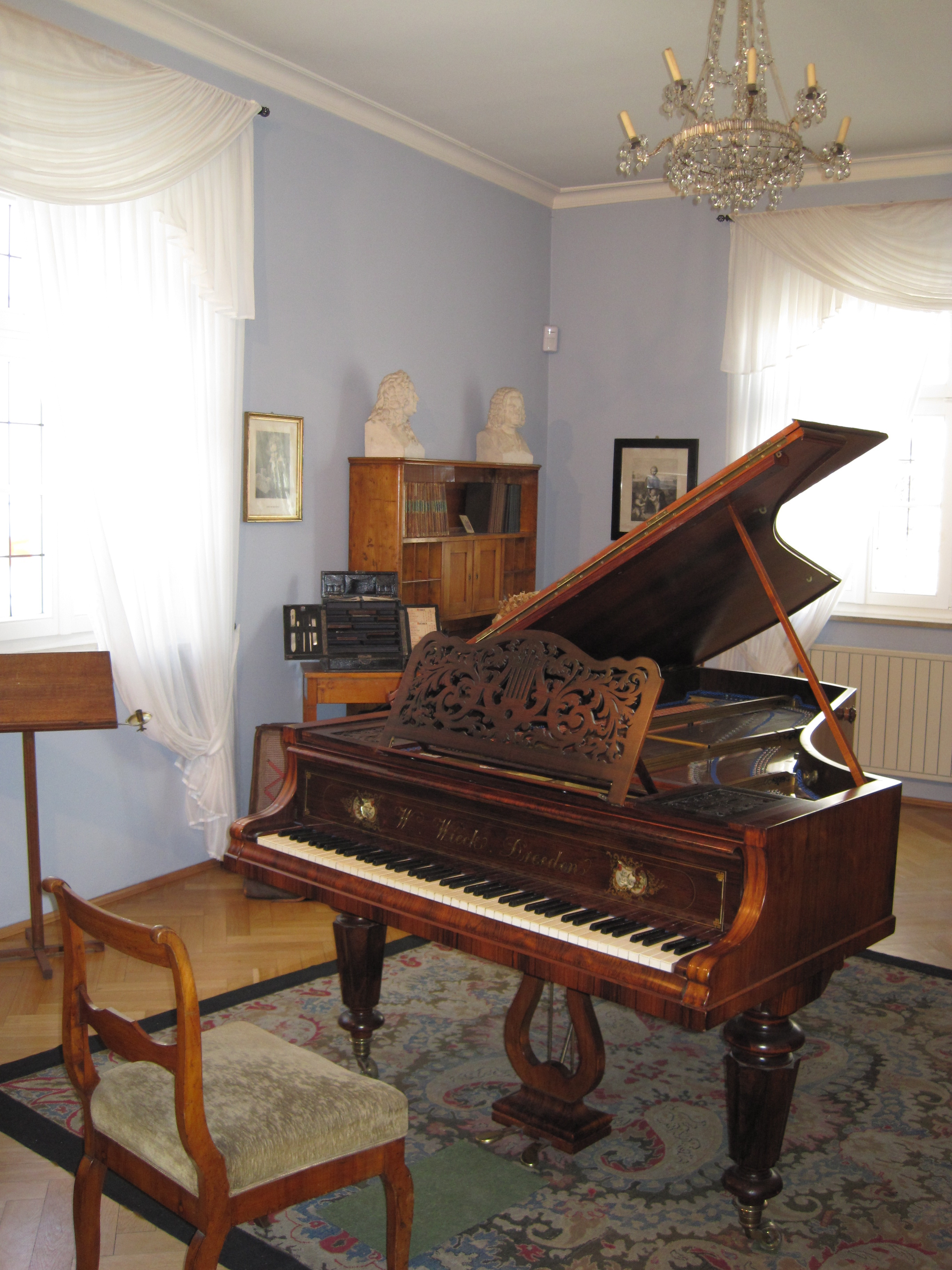
Музыкальная комната композитора в музее Шумана в Цвиккау
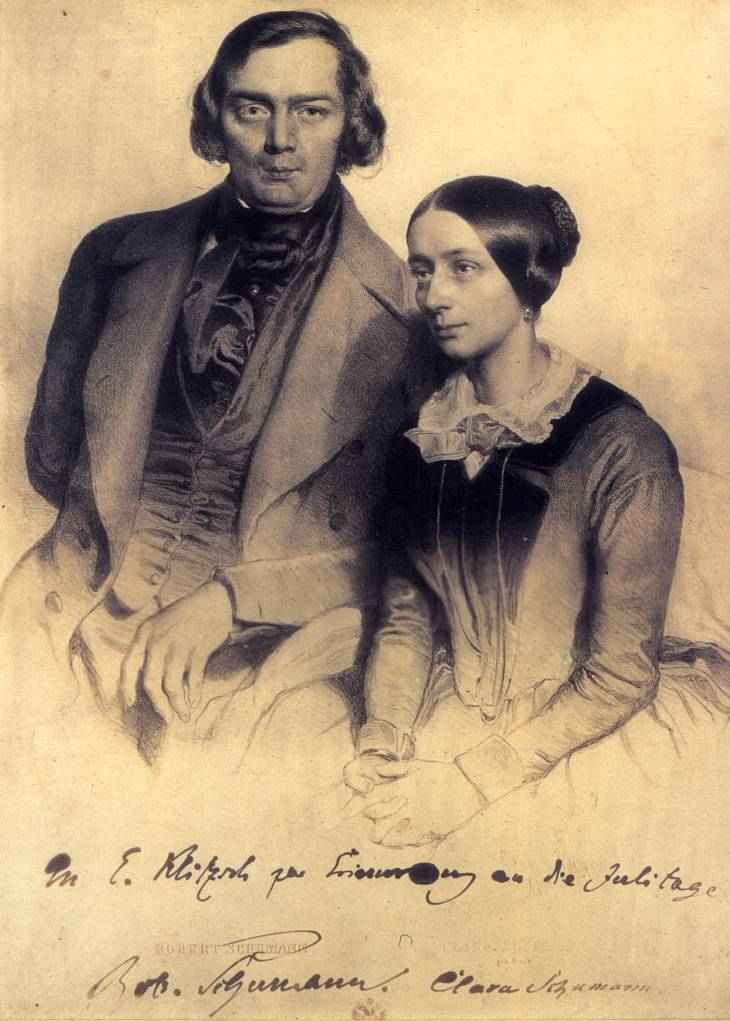
Роберт и Клара, 1847

## Творчество
В своей музыке Шуман больше, чем любой другой композитор, отразил глубоко личностную природу романтизма. Его ранняя музыка, интроспективная и зачастую причудливая, была попыткой порвать с традицией классических форм, по его мнению, слишком ограниченных. Во многом родственное поэзии Г. Гейне, творчество Шумана бросало вызов духовной убогости Германии 1820-х — 1840-х годов, звало в мир высокой человечности. Наследник Ф. Шуберта и К. М. Вебера, Шуман развивал демократические и реалистические тенденции немецкого и австрийского музыкального романтизма. Мало понятая при жизни, большая часть его музыки теперь расценивается как смелое и оригинальное явление в гармонии, ритме и форме. Его произведения тесно связаны с традициями немецкой музыкальной классики.
Большая часть фортепианных произведений Шумана — это циклы из небольших пьес лирико-драматического, изобразительного и «портретного» жанров, связанных между собой внутренней сюжетно-психологической линией. Один из самых типичных циклов — «Карнавал» (1834), в котором пёстрой вереницей проходят сценки, танцы, маски, женские образы (среди них Киарина — Клара Вик), музыкальные портреты Паганини, Шопена. Близки к «Карнавалу» циклы «Бабочки» (1831, по мотивам произведения Жан Поля) и «Давидсбюндлеры» (1837). Цикл пьес «Крейслериана» (1838, названный по имени литературного героя Э. Т. А. Гофмана — музыканта-фантазёра Иоганнеса Крейслера) принадлежит к высшим достижениям Шумана. Мир романтических образов, страстная тоска, героический порыв отображены в таких произведениях Шумана для фортепиано, как «Симфонические этюды» («Этюды в форме вариаций», 1834), сонаты (1835, 1835—1838, 1836), Фантазия (1836—1838), концерт для фортепиано с оркестром (1841—1845). Вместе с произведениями вариационного и сонатного типов у Шумана есть фортепьянные циклы, построенные по принципу сюиты или альбома пьес: «Фантастические отрывки» (1837), «Детские сцены» (1838), «Альбом для юношества» (1848) и др.

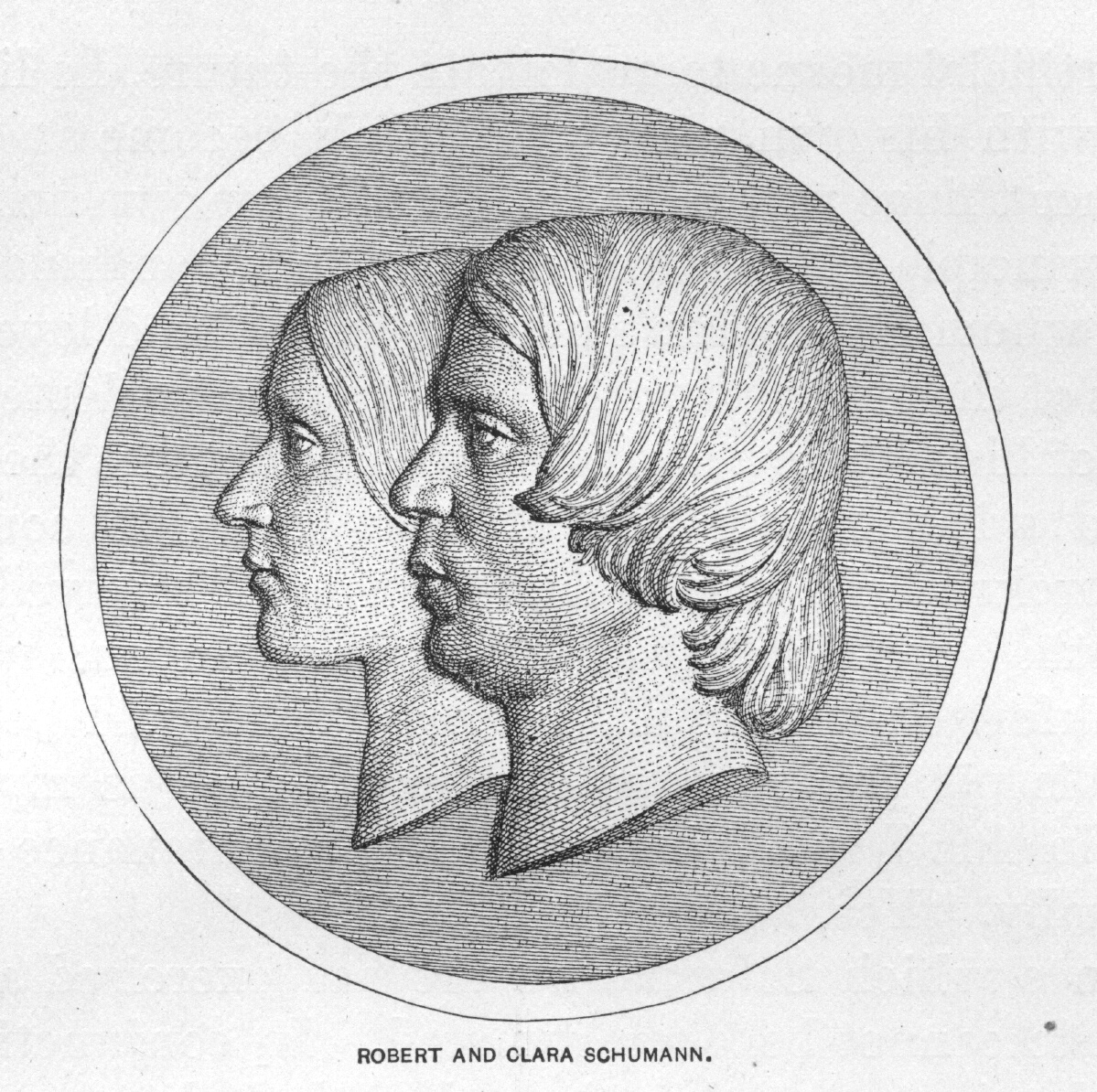
Роберт и Клара Шуман

В вокальном творчестве Шуман развивал тип лирической песни Ф. Шуберта. В тонко разработанном рисунке песен Шуман отобразил детали настроений, поэтические подробности текста, интонации живого языка. Значительно возросшая у Шумана роль фортепьянного сопровождения даёт богатое очерчивание образа и нередко досказывает смысл песен. Наиболее популярный из его вокальных циклов — «Любовь поэта» на стихи Г. Гейне (1840). Он состоит из 16 песен, в частности, «О, если б цветы угадали», или «Слышу песни звуки», «Я утром в саду встречаю», «Я не сержусь», «Во сне я горько плакал», «Вы злые, злые песни». Другой сюжетный вокальный цикл — «Любовь и жизнь женщины» на стихи А. Шамиссо (1840). Разнообразные по смыслу песни входят в циклы «Мирты» на стихи Ф. Рюккерта, И. В. Гёте, Р. Бёрнса, Г. Гейне, Дж. Байрона (1840), «Круг песен» на стихи Й. Эйхендорфа (1840). В вокальных балладах и песнях-сценах Шуман затронул весьма широкий круг сюжетов. Яркий образец гражданской лирики Шумана — баллада «Два гренадера» (на стихи Г. Гейне). Некоторые песни Шумана — это простые сценки или бытовые портретные зарисовки: музыка их близка к немецкой народной песне («Народная песенка» на стихи Ф. Рюккерта и др.).
В оратории «Рай и Пери» (1843, на сюжет одной из частей «восточного» романа «Лалла Рук» Т. Мура), равно как в «Сценах из Фауста» (1844—1853, по И. В. Гёте), Шуман близко подошёл к осуществлению своей давней мечты о создании оперы. Единственная законченная опера Шумана «Геновева» (1848) на сюжет средневековой легенды не завоевала признания на сцене. Творческим успехом явилась музыка Шумана к драматической поэме «Манфред» Дж. Байрона (увертюра и 15 музыкальных номеров, 1849).
В 4 симфониях композитора (так называемая «Весенняя», 1841; Вторая, 1845—1846; так называемая «Рейнская», 1850; Четвёртая, 1841—1851) преобладают светлые, жизнерадостные настроения. Значительное место в них занимают эпизоды песенного, танцевального, лирико-картинного характера.
Шуман внёс большой вклад в музыкальную критику. Пропагандируя на страницах своего журнала творчество музыкантов-классиков, борясь против антихудожественных явлений современности, он поддерживал новую европейскую романтическую школу. Шуман бичевал виртуозное франтовство, равнодушие к искусству, которое прячется под маской благонамеренности и фальшивой учёности. Главные из выдуманных персонажей, от лица которых выступал Шуман на страницах печати, — пылкий, неистово дерзкий и иронический Флорестан и нежный мечтатель Эвзебий (см. Эвзебий и Флорестан). Оба символизировали полярные черты характера самого композитора.
Идеалы Шумана были близки передовым музыкантам XIX столетия. Его высоко ценили Феликс Мендельсон, Гектор Берлиоз, Ференц Лист. В России творчество Шумана пропагандировали А. Г. Рубинштейн, П. И. Чайковский, Г. А. Ларош, деятели «Могучей кучки». Музыковед Л. Л. Сабанеев в своей статье «Роберт Шуман и русская музыка» указывая, что «Шуман играл в русской музыке огромную роль вдохновителя и водителя — может быть большую, чем все остальные западные композиторы» писал: «Лишь Шуман оказался композитором, наиболее возбудительным для русского творчества и как-то с ним глубинно сливающимся. Он присутствует в русской музыке своим влиянием почти с самого рождения её — надо исключить только „детский период“».
И. Ф. Стравинский, также отмечая влияние Шумана на развитие европейской музыки и отстаивая необходимость соблюдать национальную самобытность в искусстве, писал: «Чайковский, разумеется, тоже не мог избежать германских влияний. Но если на него даже и влиял Шуман, и не меньше, например, чем на Гуно, то это не мешало ему оставаться русским, а Гуно — французом. Они оба пользовались чисто музыкальными открытиями великого немца, который сам был превосходным музыкантом, заимствовали у него обороты фраз, характерные черты его музыкального языка, отнюдь не подчиняясь его образу мыслей».

## Музыкальные инструменты
Наиболее известным инструментом, на котором играл Роберт Шуман, был рояль, изготовленный Конрадом Графом, — подарок от мастера по случаю свадьбы Роберта и Клары Шуман в 1839 году. Этот инструмент стоял в рабочем зале Шумана в Дюссельдорфе и позже был передан Кларой Шуман другу семьи — композитору Иоганнесу Брамсу. После нескольких переездов рояль был получен в собственность Обществом любителей музыки, и в настоящее время его можно увидеть в Музее истории искусств в Вене.

## Отображение в искусстве
- 1947 — Песнь любви[англ.] — Пол Хенрейд.

## Память

Музеи
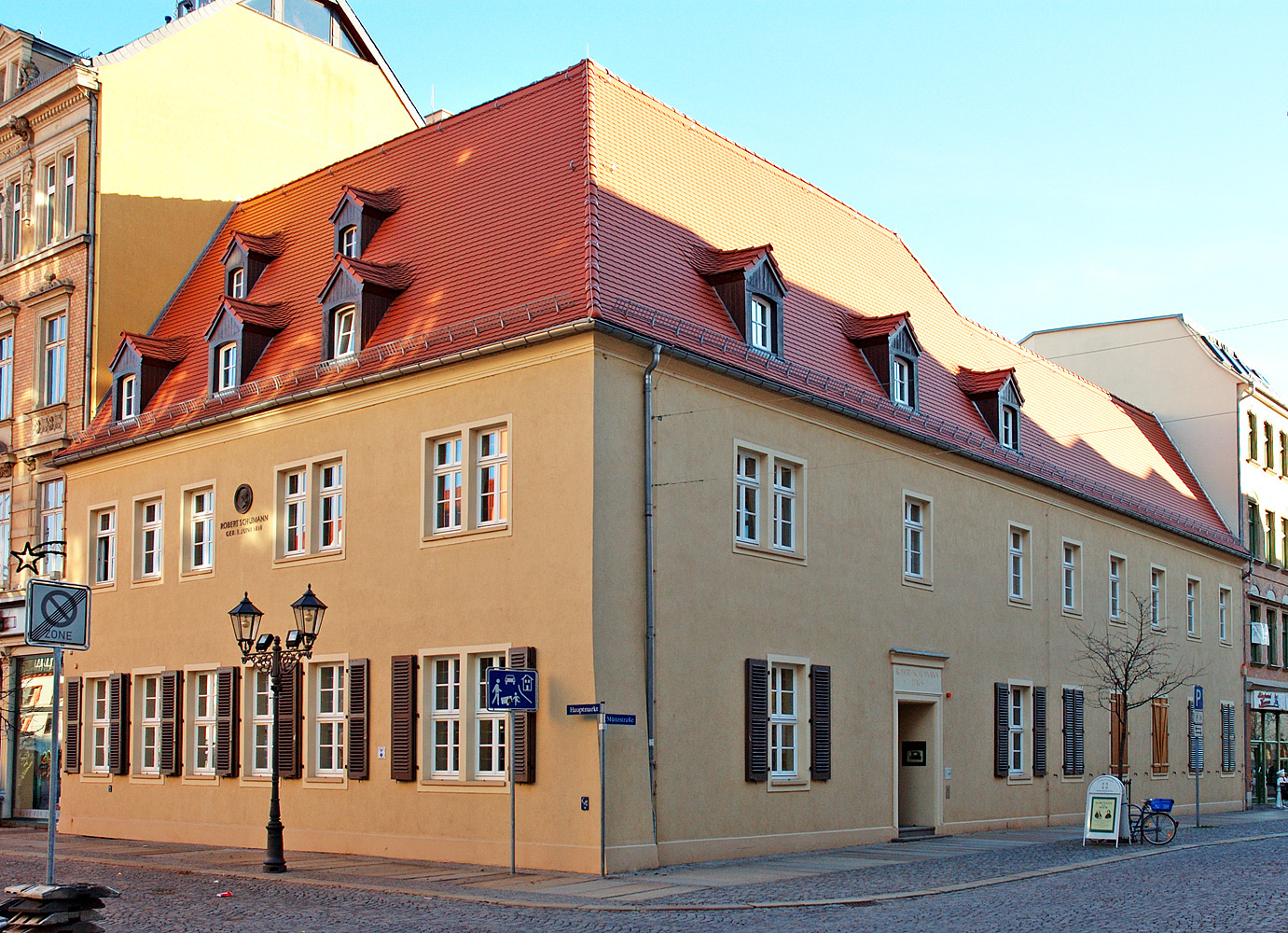
Музей Роберта Шумана в Цвиккау
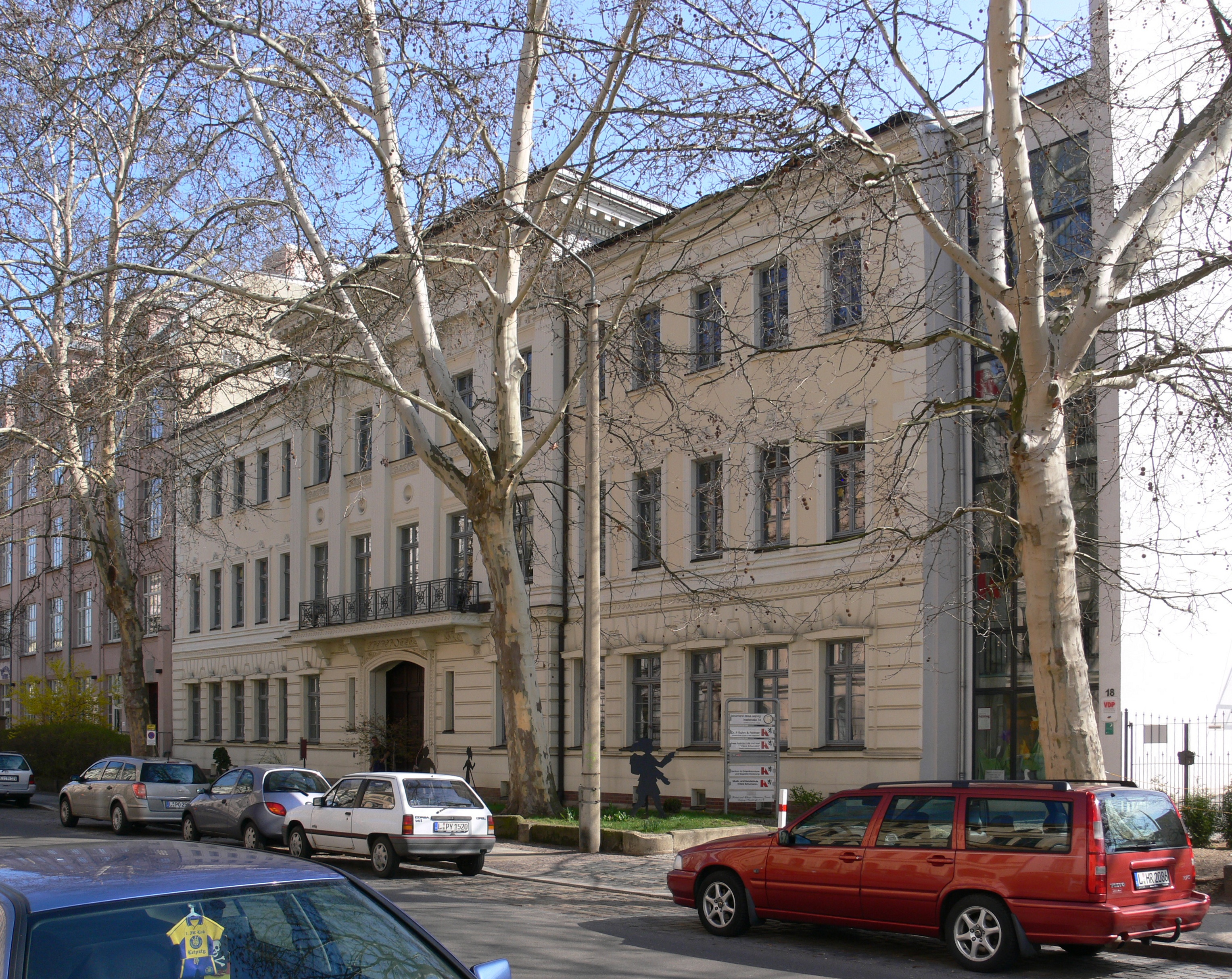
Музей Роберта и Клары Шуман в Лейпциге
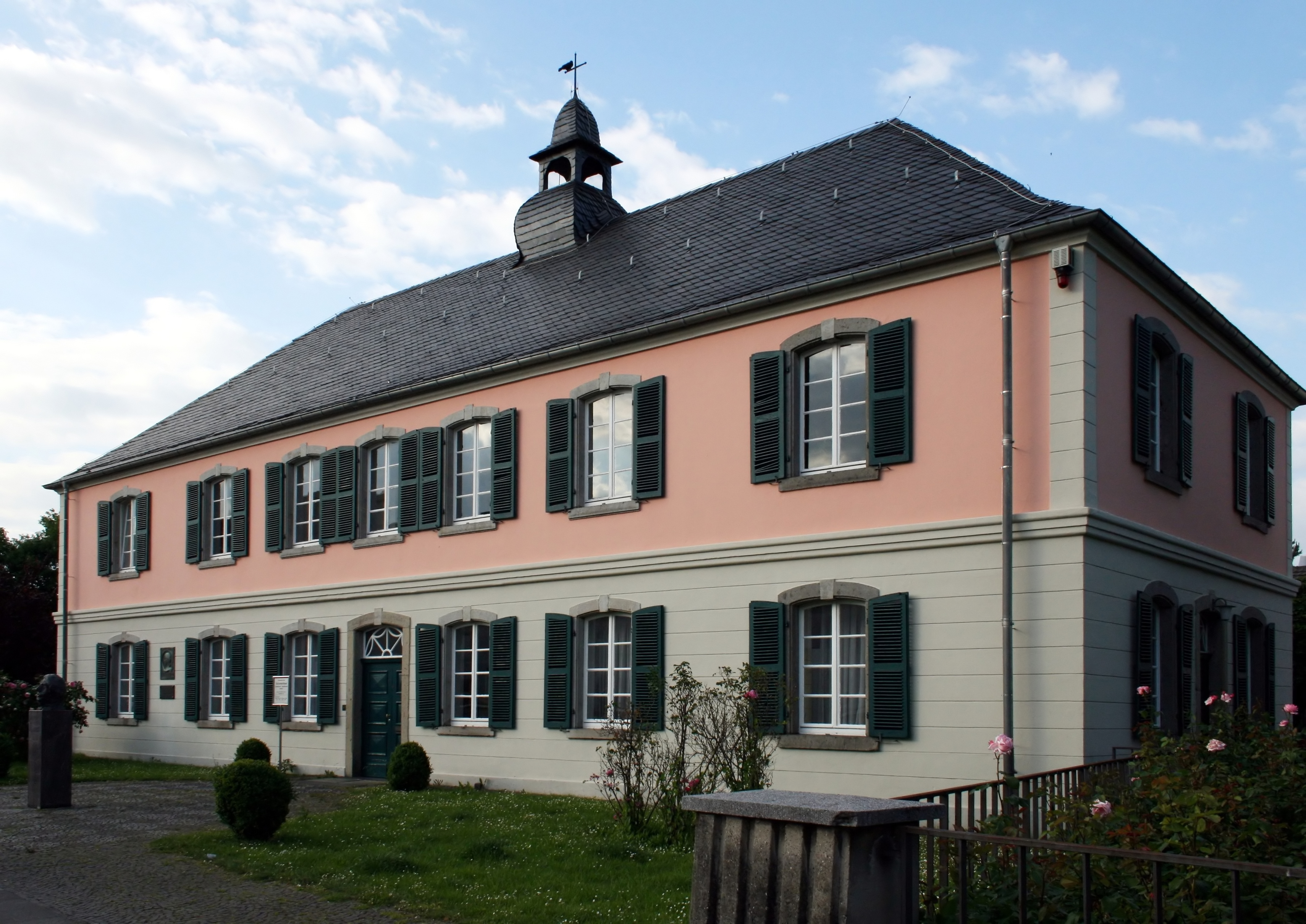
Музей Роберта Шумана в Бонне

Памятники
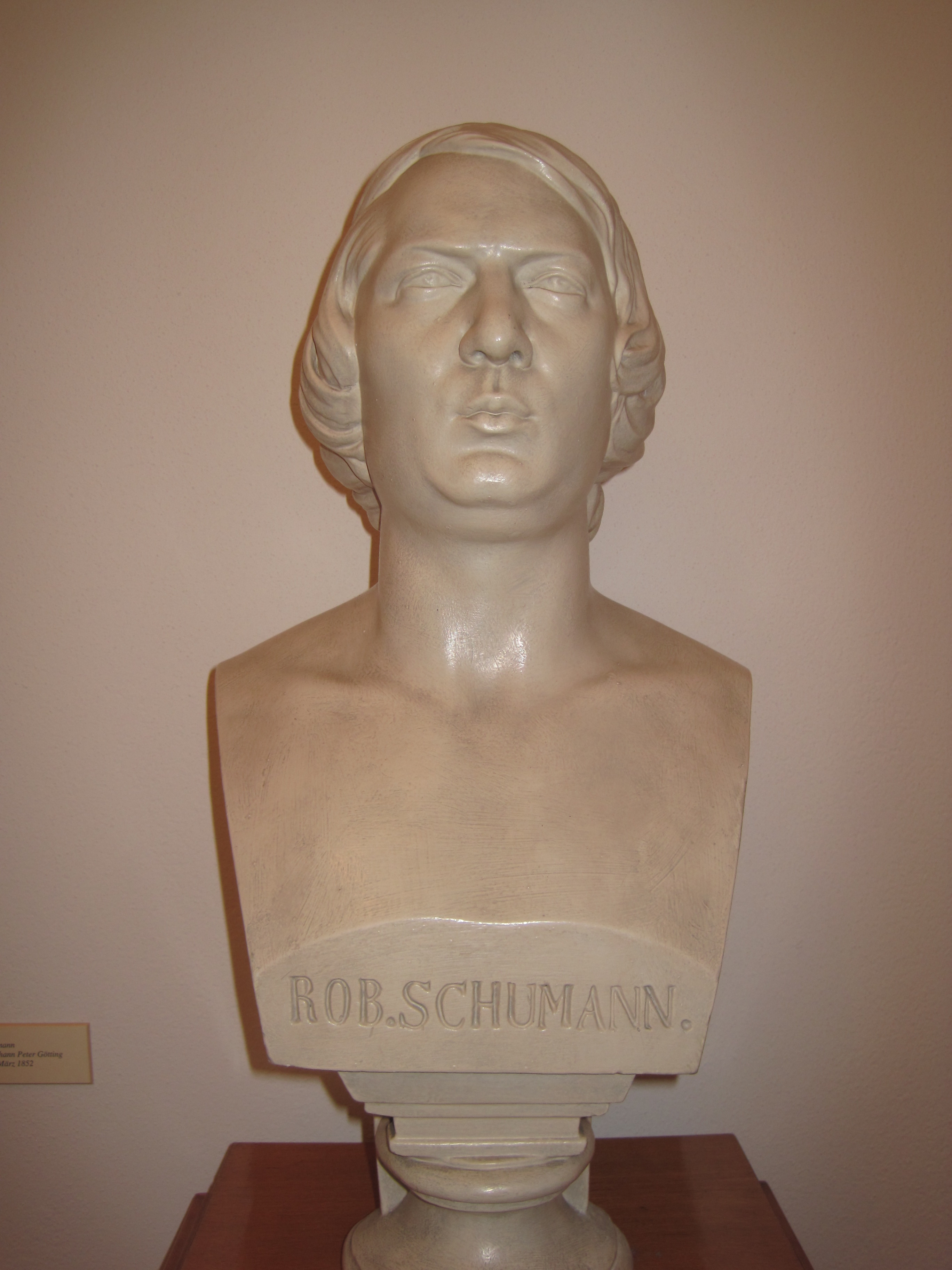
Бюст Роберта Шумана
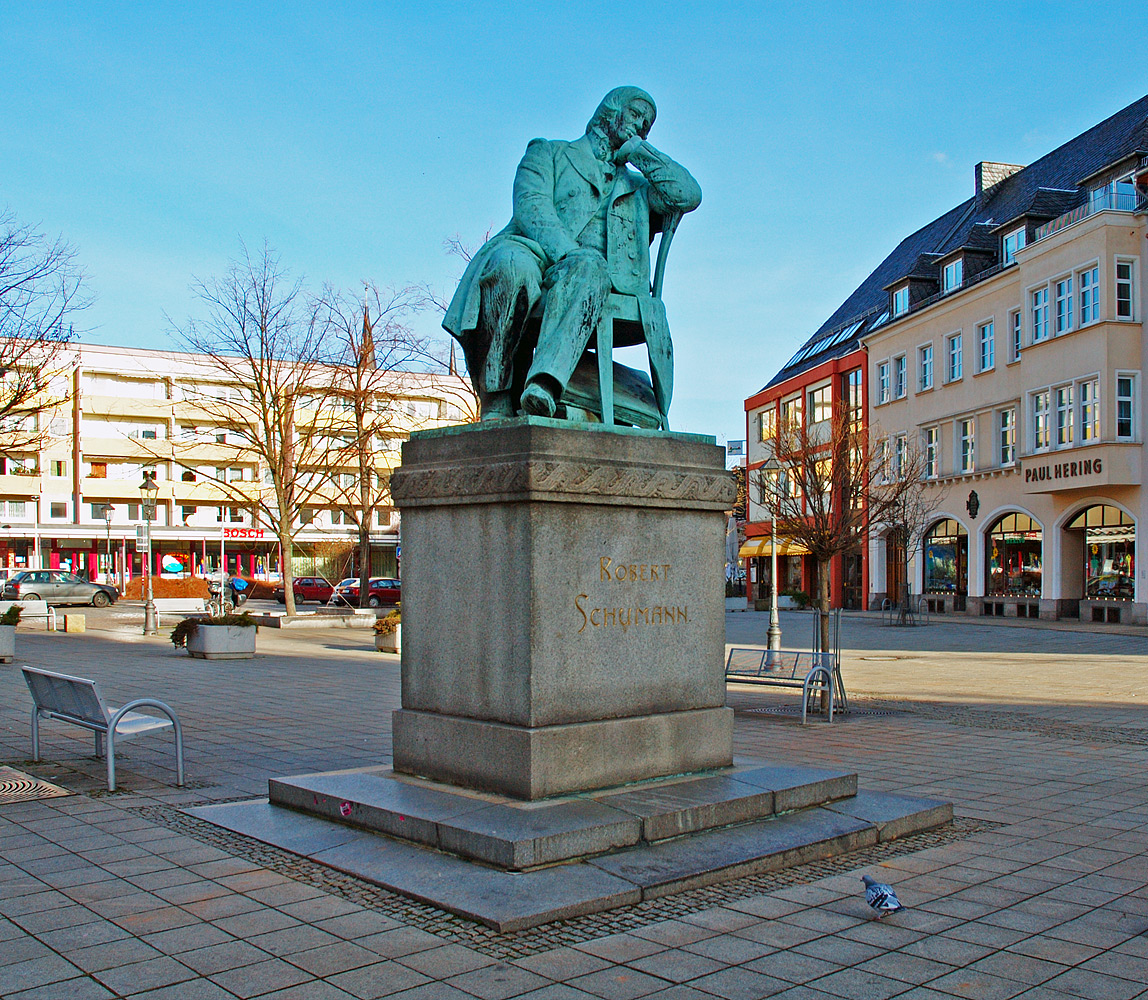
Памятник Р. Шуману в Цвиккау
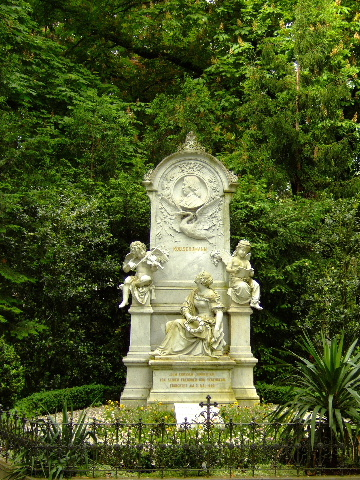
Могила Роберта и Клары Шуман

Монеты и почтовые марки
К 200-летию со дня рождения композитора (2010) в ФРГ была выпущена памятная серебряная монета номиналом 10 евро
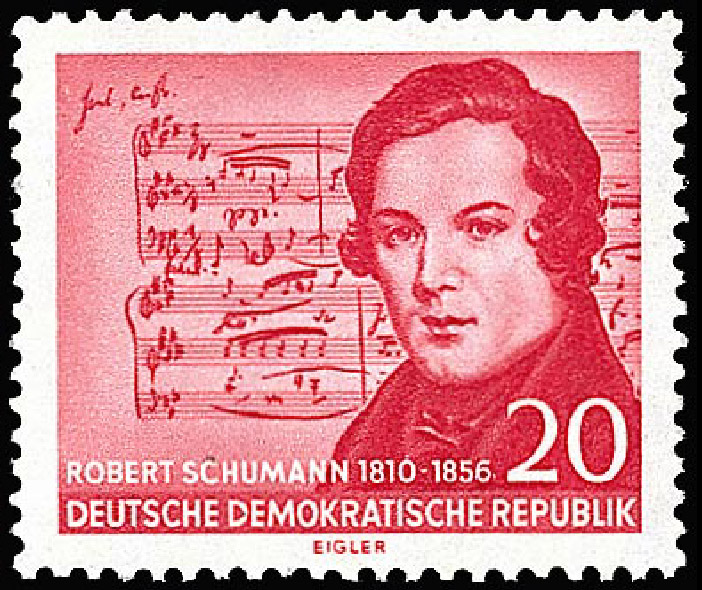
Почтовая марка ГДР, посвящённая Р. Шуману, 1956, 20 пфеннигов (Михель 542, Скотт 304)
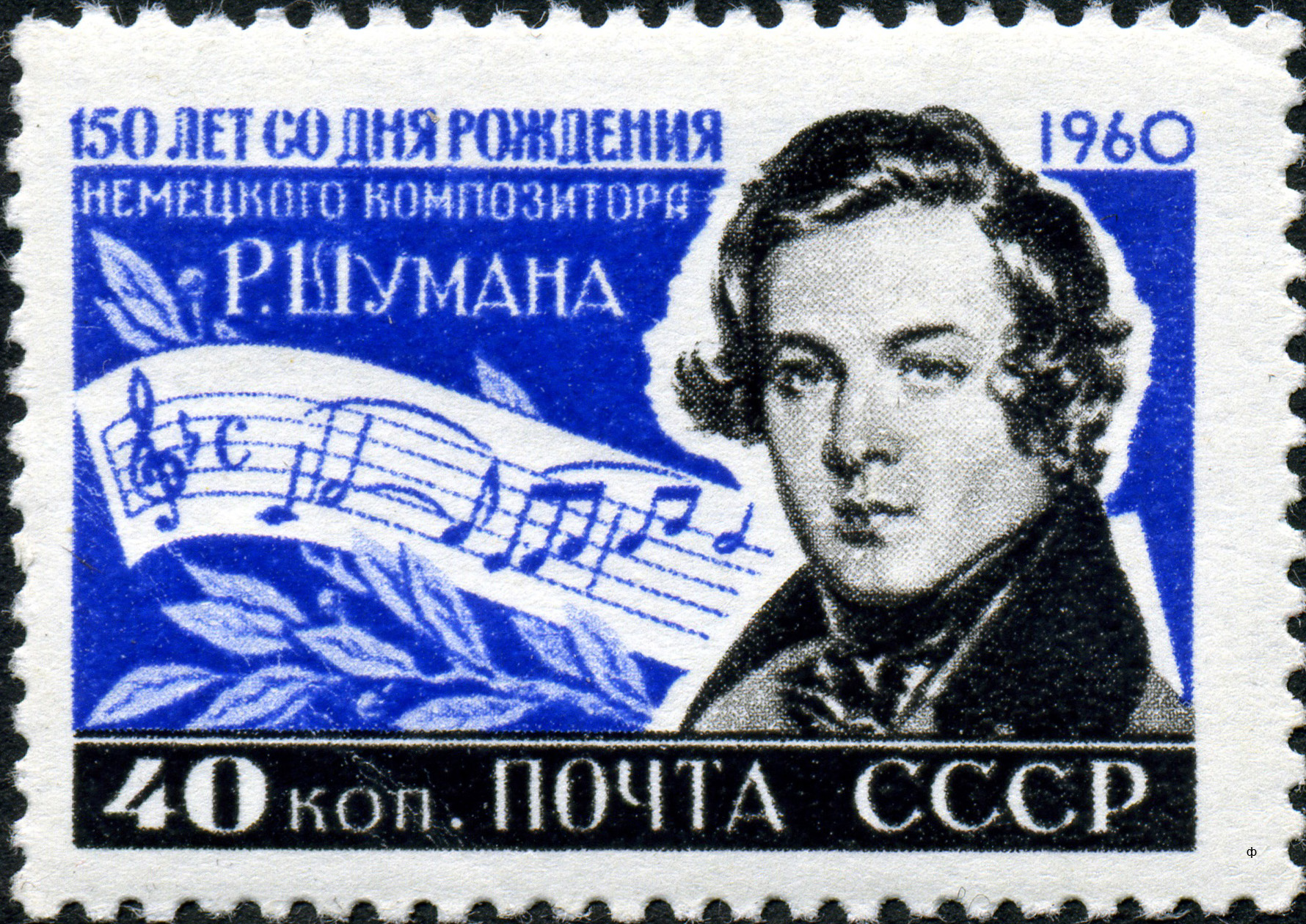
Почтовая марка СССР, 1960 год

## Обработки и переложения музыки Шумана
- К. Шуман. Фортепианные транскрипции ряда песен
- Ф. Лист. Фортепианные транскрипции ряда песен, в том числе песни «Посвящение».
- Г. Малер. Переоркестровка всех четырёх симфоний
- А. Глазунов. Переоркестровка Симфонии № 3
- Дж. Селл. Переоркестровка всех четырёх симфоний

## Музыкальные фрагменты
Музыкальные фрагменты в формате Ogg Vorbis:
- Phantasie, Op. 17:

I. Sempre Fantasticamente ed Appassionatamenteо файле
II. Moderato, Sempre energicoо файле
III. Lento sostenuto Sempre pianoо файле
- Kinderszenen, Op. 15, No. 7 «Träumerei»о файле

## Записи произведений Шумана
Полный цикл симфоний Шумана записали дирижёры:
- Николаус Арнонкур, Леонард Бернстайн, Карл Бём, Дуглас Босток, Антоний Вит, Джон Элиот Гардинер, Кристоф фон Донаньи, Вольфганг Заваллиш, Герберт фон Караян, Отто Клемперер, Рафаэль Кубелик, Курт Мазур, Риккардо Мути, Джордж Селл, Джузеппе Синополи, Бернард Хайтинк, Филипп Херревеге, Серджиу Челибидаке (с разными оркестрами), Рикардо Шайи, Георг Шолти, Кристоф Эшенбах, Пааво Ярви.

Записи, сделанные на инструментах эпохи Шумана
- Йорг Демус. Ромерт Шуманн, Клара Шуманн. «Schumann’s Clavier». Записано на оригинальном рояле от Конрада Графа 1839 г.
- Александр Мельников. Роберт Шуманн. «Piano Concerto». Записано на оригинальных роялях Эрар 1837 г. и Штрайхер 1847 г.
- Пенелопа Кроуфорд. Ромерт Шуманн. «Kinderszenen Op.15 — Abegg Variations Op.1». Записано оригинальном рояле от Конрада Графа 1835 г.